# Phyllanthus wheeleri
Phyllanthus wheeleri är en emblikaväxtart som beskrevs av Grady Linder Webster. Phyllanthus wheeleri ingår i släktet Phyllanthus och familjen emblikaväxter.
Artens utbredningsområde är Sri Lanka. Inga underarter finns listade i Catalogue of Life.